# Bidirektionales Laden

Bidirektionale 11 kW-DC-Ladesäule aus dem Jahr 2024

Unter bidirektionellem Laden (kurz: Bidi-Laden) versteht man die Fähigkeit von abgestellten Elektroautos, die elektrische Energie, welche in den Akkumulatoren des Elektroautos geladen ist, bei Bedarf über die Ladeinfrastruktur an das Stromnetz zurückspeisen zu können. Mit Stand Anfang 2025 wird dieses Verfahren in Europa außer in Modellprojekten hauptsächlich für Vehicle to Home (V2H) genutzt, da es neben rechtlichen Punkten noch relativ wenige geeignete Elektroautos und Ladeinfrastruktur wie Wallboxen gibt, welche diese Energierückspeisung technisch ermöglichen. Die Vision beim bidirektionellen Laden ist, dass Elektroautos in ausreichend hoher Anzahl die Schwankungen im Stromnetz von Angebot und Nachfrage ausgleichen. Benutzer zeigen ein hohes Interesse an der Nutzung von BiDi. Da der finanzielle Wert eines Elektroauto aber auch wesentlich von der aktuellen Kapazität der verbauten Akkumulatoren abhängt und diese durch die laufenden Lade- und Entladezyklen reduziert werden kann, muss dies durch die Eigentümer mit den möglichen Einsparungen durch niedrigere Stromkosten abgewogen werden.

## Funktion

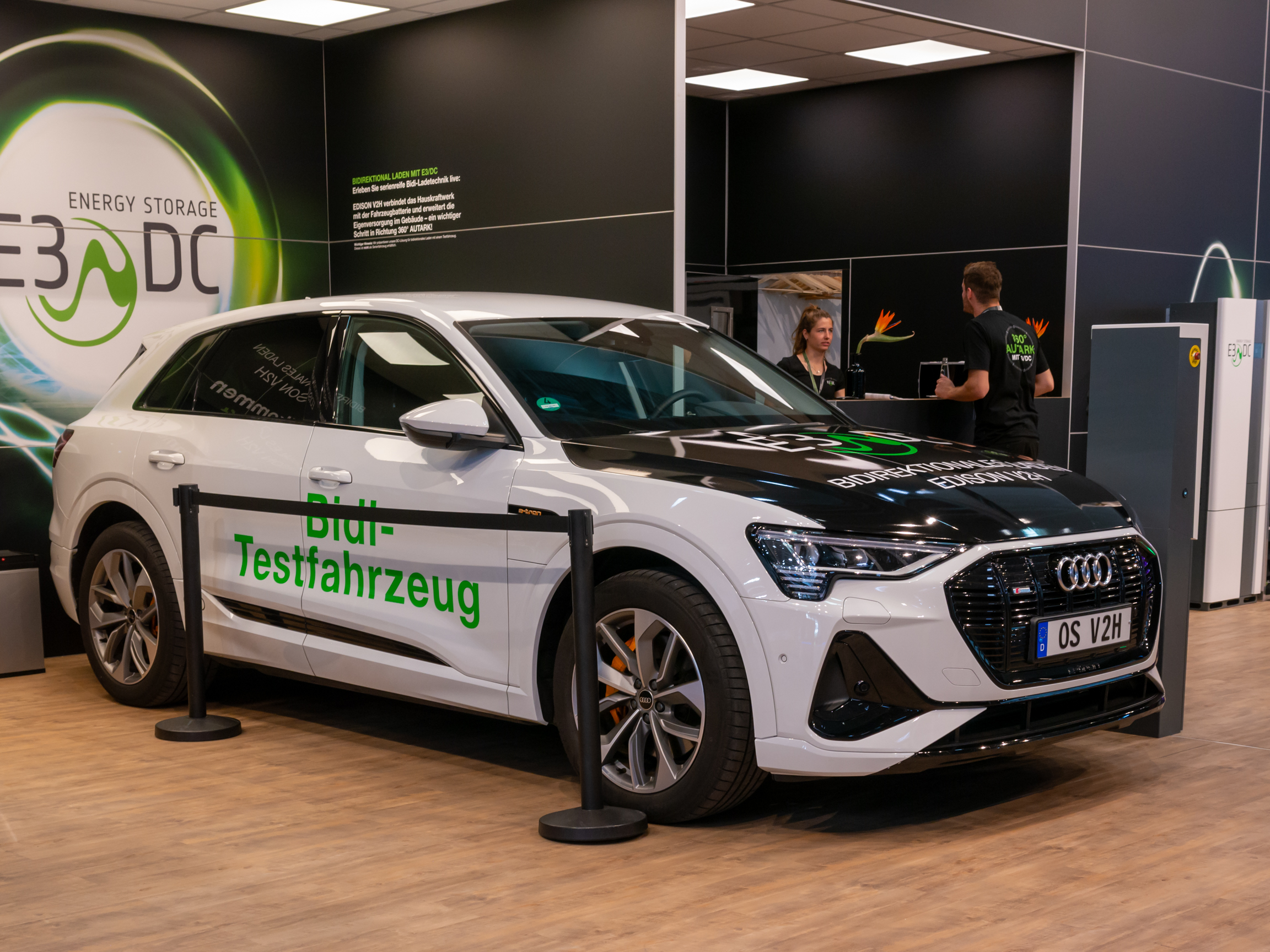
Testfahrzeug für bidirektionellem Laden auf der IAA Mobility 2023

Beim birektionalen Laden kann die elektrische Energie wahlweise in beide Richtungen fließen: Vom Stromnetz in die Akkumulatoren im Elektroauto und bei Bedarf auch wieder zurück aus den Akkumulatoren vom Elektroauto zurück in das Wechselstromnetz. Dazu nötig sind neben einem Laderegler für das Laden der Akkumulatoren ein Wechselrichter, welcher bei der Rückspeisung die Gleichspannung des Batteriespeichers für die Einspeisung in das Stromnetz in Wechselspannung umrichtet. Hierzu kann entweder der eingebaute Wechselrichter im Fahrzeug selbst dienen (AC-Laden) oder ein zusätzlicher Wechselrichter in der Wallbox (DC-Laden).
Als technische Infrastruktur bei bidirektionalem Lademanagement (BDL) sind folgende Komponenten beteiligt:
- Elektroautos und Hybridfahrzeuge
- Ladeinfrastruktur und in Kombination mit Wechselrichtern
- Energiesysteme wie das Stromnetz, bestehend aus Haus-/Gebäudenetz, externe Stromverbraucher

Die Norm ISO 15118 legt die Kommunikationsschnittstelle zwischen Fahrzeugen und Ladestation fest, darin ist auch ein Abschnitt zu bidirektionellem Laden vorgesehen damit die verschiedenen Komponenten reibungslos zusammenarbeiten können. Dieser soll ab 2028 auch die Einspeisung in das öffentliche Netz ermöglichen.

## Vehicle-to-X (V2X)
Es gibt verschiedene Konzepte des bidirektionalen Ladens. Diese können nach dem Erlösort des Mehrwerts gruppiert werden und werden zusammenfassend als Vehicle-to-X (V2X) bezeichnet:
- Vehicle to Load (V2L) auch Vehicle-to-Utility (V2U)[5] ermöglicht die Stromversorgung einzelner Geräte (Campingausrüstung, Laden von e-Bikes etc.). Einige Elektroautos unterstützen diese Funktion bereits, etwa durch eingebaute 230V-Schuko-Steckdosen (Honda e bis 1500 W) oder durch Adapter am Typ-2-Ladeport (Hyundai Ioniq 5/Kia EV6 mit bis zu 3500 W).
- Vehicle to Home (V2H) bezeichnet die Versorgung eines Hauses mit Strom aus dem Akku eines Elektrofahrzeugs.
- Vehicle to Grid (V2G) bezeichnet die normgerechte Anbindung an das öffentliche Stromnetz, wie etwa bei Photovoltaik-Anlagen. Dies wird in Studien erforscht und im neu entstehenden Stadtteil von Utrecht („Cartesius“), als Praxismodell erprobt.[6] In der Schweiz ist es bereits erlaubt, bidirektionale Ladestationen zu installieren und zu betreiben. Benötigt wird lediglich die Zustimmung des lokalen Verteilnetzbetreibers. Nach erteilter Genehmigung wird der dem Auto entnommene Strom jenem aus einem herkömmlichen Speicher gleichgesetzt und zu auch denselben Konditionen vergütet.[7]
- Vehicle to Building (V2B): Bei Vehicle to Building versorgen mehrere Fahrzeuge oder ganze Flotten große Gebäude mit mehreren Parteien mit Strom oder decken Lastspitzen ab (peak shaving).
- Vehicle-to-Vehicle (V2V): bezeichnet das Laden anderer E-Autos oder zum Beispiel auch das Laden von Booten oder Campern.[5]

## Regulatorische Hürden
Neben technischen sind insbesondere regulatorische Schwierigkeiten zu lösen, welche mit Stand 2024 bestehen:
- Garantiebedingungen von Akkus von Elektrofahrzeugen: Um die Garantiebedingungen der Autohersteller von Akkus nicht zu verletzen, kann eine Beschränkung des bidirektionalen Betriebs vorgesehen werden.
- Erweiterung / Harmonisierung von Gesetzen / Vorgaben (Deutschland)
  - In der Ladesäulenverordnung fehlen die Definitionen oder technische Voraussetzungen des bidirektionalen Ladens.
  - Im Elektromobilitätsgesetz fehlt die Definition der verschiedenen Rückspeisungsmöglichkeiten oder die Kennzeichnung von bidirektionalen Ladesäulen.
  - Das Erneuerbare-Energien-Gesetz (EEG) berücksichtigt Elektrofahrzeuge weder als mobile Speicher noch generell zur Energiespeicherung.
  - Das Energiewirtschaftsgesetz (EnWG) und das EEG besitzen unterschiedliche Definitionen des Letztverbrauchers.
- Politische Vorgaben: Im Masterplan Ladeinfrastruktur der deutschen Bundesregierung[8] werden keine Vorgaben gemacht, ob und wie viele Elektrofahrzeuge das bidirektionale Laden unterstützen und welche Ladesäulen den Stromfluss in beide Richtungen unterstützen sollen.
- Steuerrechtliche Fragen: Die Fragestellungen (u. a. Betreiber wird zu Unternehmer mit Gewinnerzielungsabsicht) des bidirektionalen Ladens können mit der steuerliche Behandlung von PV-Anlagen verglichen werden.

Bei den Anwendungsmöglichkeiten sind unterschiedlich viele Marktteilnehmer beteiligt, die damit regulatorisch unterschiedlich komplex sind:
- Bei V2L sind nur die Automobilhersteller involviert und diese erfüllen die technischen und regulatorischen Voraussetzungen. Einige Automobilhersteller bieten V2L in ihren Fahrzeugen bereits an.
- Bei V2H sind neben Automobilherstellern auch Wallboxhersteller, PV Anlagenhersteller, Smart Home Hersteller und Elektroinstallateure beteiligt.
- Bei V2G kommen zusätzlich Netzbetreiber und Bundesnetzagentur hinzu.

V2H ist regulatorisch einfacher als V2G, womit V2H schneller marktreif wird als V2G. Im Positionspapier zu notwendigen regulatorischen Anpassungen im Kontext des bidirektionalen Ladens werden regulatorische Hemmnisse und Handlungsempfehlungen genannt.